# Oberkirch
Oberkirch egy város Németországban, azon belül Nyugat Baden-Württembergben, körülbelül 12 kilométerrel északkeletre Offenburgtól. Offenburg, Lahr , Kehl és Achern városai után az Ortenau járás ötödik legnagyobb városa. Lakosainak száma 20 237 fő (2023. december 31.). Oberkirch Gengenbach és Nordrach községekkel határos.

## Földrajza

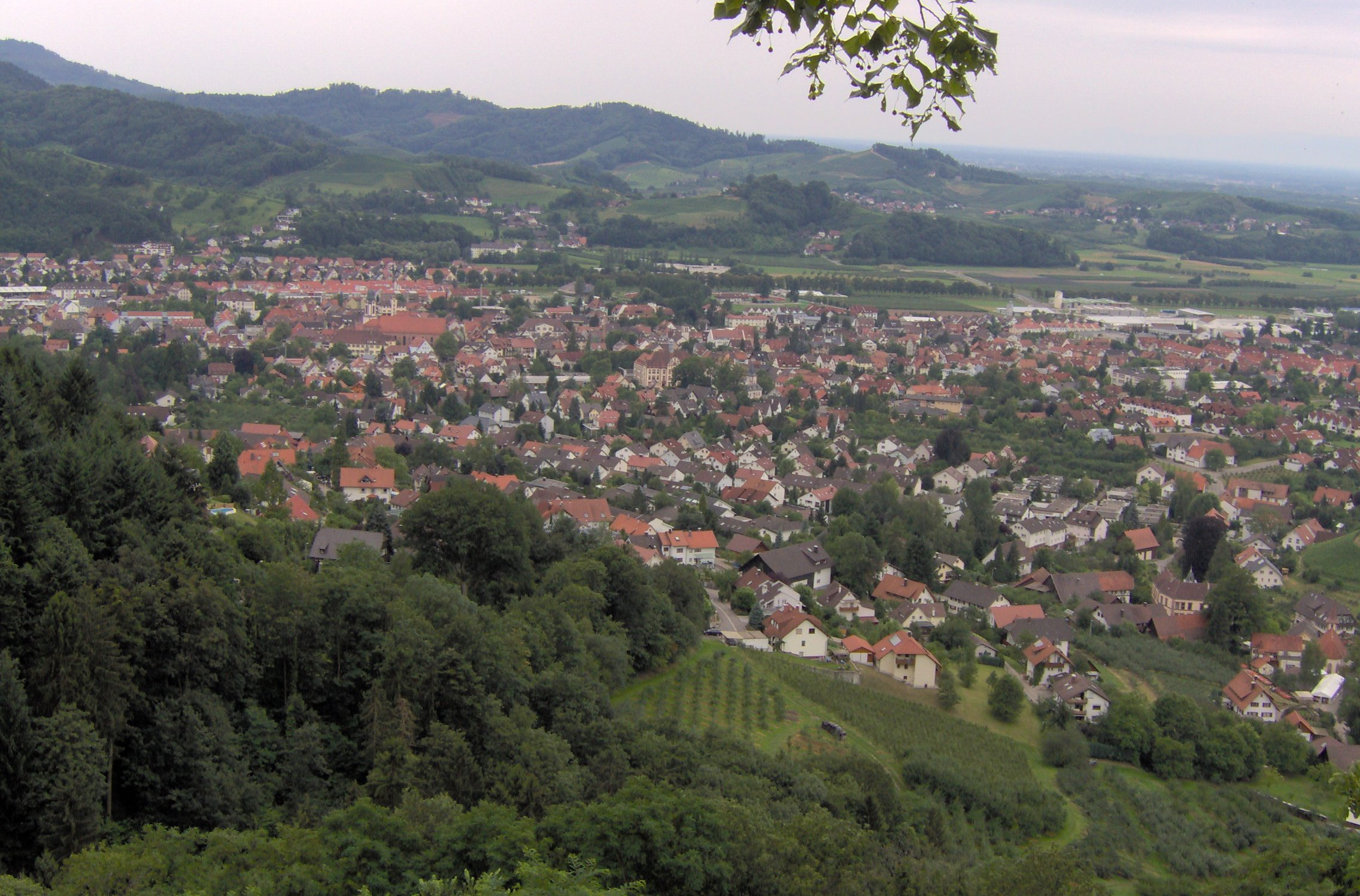
Kilátás a Schauenburgi várból Oberkirchre

### Elhelyezkedése
Oberkirch a Felső-Rajna-alföld szélén fekszik, a Fekete-erdőben található Renchtal bejáratánál.
A Rench Fekete-erdőtől délkeletre lép be a város területére, aztán északnyugati irányban folyik át a város központjában (az óváros a jobb parton található), majd északnyugatra hagyja el a város területét a Rajna felé.

### Szomszédos települések
A következő városok és falvak határolják Oberkirch városát. Az északi irányban óramutató járásával megegyező irányban a következőek: Renchen, Kappelrodeck, Lautenbach, Oppenau, Nordrach, Durbach és Appenweier.

## Története

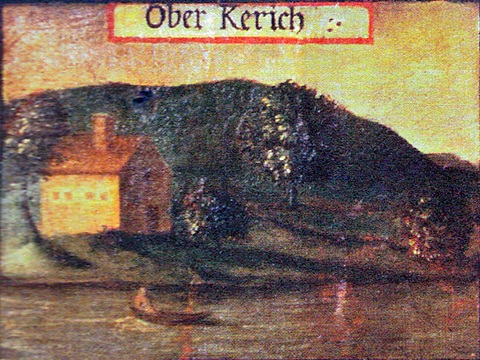
Oberkirch 1589-ben

Oberkirch-et először a 11. században említik Obernkirchenként. A települést valószínűleg a Zähringer család alapította, és a mai várostól északra helyezkedhetett el. 1218 után a település birodalmi fennhatóság alá került. 1225-ben civitasként, később oppidumként említik. 1246-ban leégett a város, majd újjáépítették a jelenlegi formájában. Oberkirch 1303-ban került a Strasbourgi egyházmegyébe. 1326-ban városi jogokat kapott. Néhány megszakítás kivételével a strasbourgi püspökök uralkodtak, de részben segélyként adták (1604-1634 és 1649-1665 a Württembergi Hercegségnek, 1683-1697 a Badeni Őrgrófságnak). Szinte teljesen megsemmisült a harmincéves háborúban, aztán 1689-ben szintén(a templom kivételével), de később újjáépítették.

### 19. és 20. század
Oberkirch 1803-ban került hivatalosan Badenbe, és kerületi hivatal székhelyévé vált,amelyet 1936-ban eltöröltek. Területét elsősorban az Offenburg kerületi hivatalhoz rendelték, ahonnan az Offenburg körzet 1939-ben alakult ki.
A második világháború után Offenburg körzete Baden államához tartozott, 1952-től pedig a dél Badeni régióhoz. Az 1973. január 1-jei kerületi reform során Offenburg járás feloszlatásra került és az újonnan alakult Ortenau járásba került. Kilenc környező települést csatoltak az 1970-es évek elején, ennek köszönhetően a lakosainak száma elérte a 20 000-et 2002-ben. Ezt követően a városi vezetőség benyújtotta kérelmet hogy nyilvánítsák a települést kisvárosból várossá, amelyet Baden-Württembergi tartományi kormány 2004. január 1-jei hatállyal elfogadott. Így Oberkirch lett az ötödik hivatalos város az Ortenau járásban.
A városrészeknek is hosszú története van. Szinte mindegyik a strasbourgi püspökség oberkirchi területéhez tartozott (Gaisbach egy lovagi hely volt 1805 előtt (Schauenburg), Nußbach és Zusenhofen Elő-Ausztriahoz tartoztak) mindegyik 1805-ben került Badenbe, majd Oberkirch körzetébe tartoztak. Meisenbühl, Nußbach, Stadelhofen és Zusenhofen kezdetben az Appenweierhoz tartoztak, és csak 1819-ben kerültek az Oberkirchi körzetbe. Ringelbach az acherni körzeti hivatalhoz tartozott, és 1819-ben került az Oberkirchi körzeti hivatalhoz. Az Oberkirch körzet 1936-os feloszlatásakor az összes település az Offenburgi kerületi hivatalhoz, 1939-ben pedig az Offenburg körzethez került.

### Oberkirchhez csatolt települések
A következő települések épültek be Oberkirch városába:
- 1827: Oberdorf
- 1837: Wolfhag
- 1872: Fernach
- 1936: Gaisbach
- 1939: Winterbach (csak részben, a maradék Lautenbach önkormányzatnál maradt)
- 1971. január. 1: Butschbach
- 1971. juliús. 1: Haslach
- 1972: Ringelbach
- 1974: Stadelhofen, Tiergarten, Zusenhofen és Nußbach (az 1935-ben feloszlatott Herztal közösség részeivel)
- 1975: Bottenau és Ödsbach

A címerei

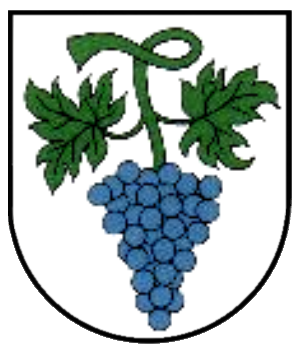
Bottenau
Butschbach
Haslach
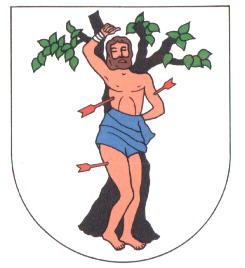
Nußbach
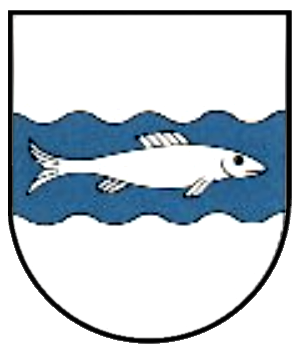
Ödsbach
Ringelbach
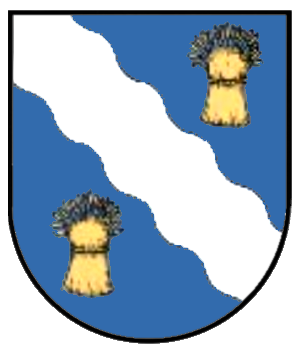
Stadelhofen
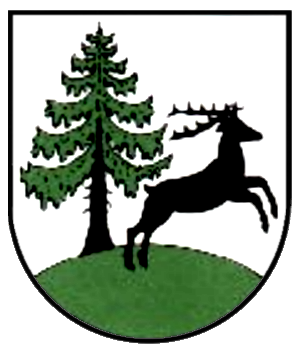
Tiergarten
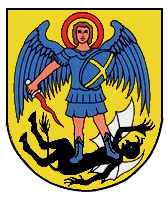
Zusenhofen

### Népesség
A település népessége az elmúlt években az alábbi módon változott:
| Lakosok száma | 14 147 | 15 580 | 16 381 | 16 550 | 16 738 | 18 432 | 19 879 | 20 047 | 19 665 | 20 237 |
|               | 1961   | 1967   | 1974   | 1980   | 1987   | 1993   | 2000   | 2006   | 2013   | 2023   |

## Vallás
A 19. század elején a protestánsok Oberkirchbe költöztek. A protestáns gyülekezetnek 1866-ban épült fel a temploma. 2016. Advent óta a protestáns templomot Martin Luther templomnak hívják. A protestáns közösségbe mind a kilenc körzet protestánsai beletartoznak: Bottenau, Butschbach, Ödsbach, Ringelbach, Tiergarten, Haslach, Stadelhofen, Nußbach és Zusenhofen. De a település nagyrészt katolikus vallású maradt.
A 2011. évi népszámlálás szerint Oberkirch népességének 68,4% -a volt római katolikus, 14,7% protestáns, 0,7% ortodox és 14,9% tartozott egyéb valláshoz vagy nem felekezeten kívüli volt.
Az oberkirchi muszlimok számára, akik túlnyomórészt török származásúak, az Oberkirch török szövetsége biztosít egy mecsetet a városban.

## Politika
Az önkormányzati képviselőket öt évre választják,26 tagja van.
| Pártok                      | %-os eredmény (2019) | Képviselők száma | %-os változás a 2014-es eredményekhez |
| --------------------------- | -------------------- | ---------------- | ------------------------------------- |
| CDU                         | 38,54%               | 10               | -10,36%                               |
| SPD                         | 14,23%               | 4                | -2,27%                                |
| BFO (polgárok Oberkirchért) | 16,21%               | 4                | +7,61%                                |
| FWG                         | 10,61%               | 3                | -5,79%                                |
| Grüne (Zöldek)              | 17,25%               | 4                | +7,65%                                |
| FDP                         | 3,16%                | 1                | +3,16%                                |

### Polgármester
Oberkirch városának élén a püspök által kinevezett Községi bíró (Soltész) állt.Ezen felül 1327-ban dokumentáltak egy helyi tanácsot.Amíg Badenhez tartozott addig a polgármester és az önkormányzat vezette a várost.

#### A polgármesterek listája
- 1816–1818: Xaver Schrempp
- 1818–1821: Unbekannt
- 1821–1827: T. Fischer
- 1827–1832: Xaver Schrempp
- 1832–1833: Mößner
- 1834–1839: Xaver Schrempp
- 1840–1841: Karl Friedrich Kappler
- 1842–1848: Gottfried Braun
- 1848–1849: Christian Fischer
- 1849: Heinrich Zachmann
- 1849–1851: Fidel Selnach
- 1851–1859: Michael Doll
- 1859–1861: Ignaz Braun
- 1862–1870: Christian Fischer
- 1870–1871: Sigmund Schneider
- 1871–1876: Karl Friedrich Kappler jun.
  - 1877–1878: Markus Becker
  - 1878–1908: Josef Geldreich
  - 1908–1922: Karl Neff
  - 1923–1934: Robert Fellhauer
  - 1934–1936: Karl Rombach
  - 1936: Hans Knab
  - 1936–1941: Karl Doll
  - 1942–1945: Theodor Seiberlich
  - 1945: Max Ruh (kommissarisch)
  - 1945: Wilhelm Eitel
  - 1946–1947: Karl Kraut
  - 1948: Xaver Ziegler
  - 1948–1981: Erwin Braun
  - 1981–1998: Willi Stächele (CDU)
  - 1998-tól napjainkig:  Matthias Braun (CDU)

### Partnervárosok
Testvérvárosok:
- Draveil, Franciaország. 1971-óta
- Haverfordwest, Wales, Egyesült Királyság 1989-óta
- Oosterzele, Flandria, Belgium 1991-óta
- Az Oberkirch barátságos kapcsolatot tart fenn a következő településekkel:
- Oberkirch (Luzern), Luzern, Svájc
- Lingolsheim, Elzász, Franciaország
- Radeberg, Szászország, Németország

## Kultúra és látványosságok

### Múzeumok

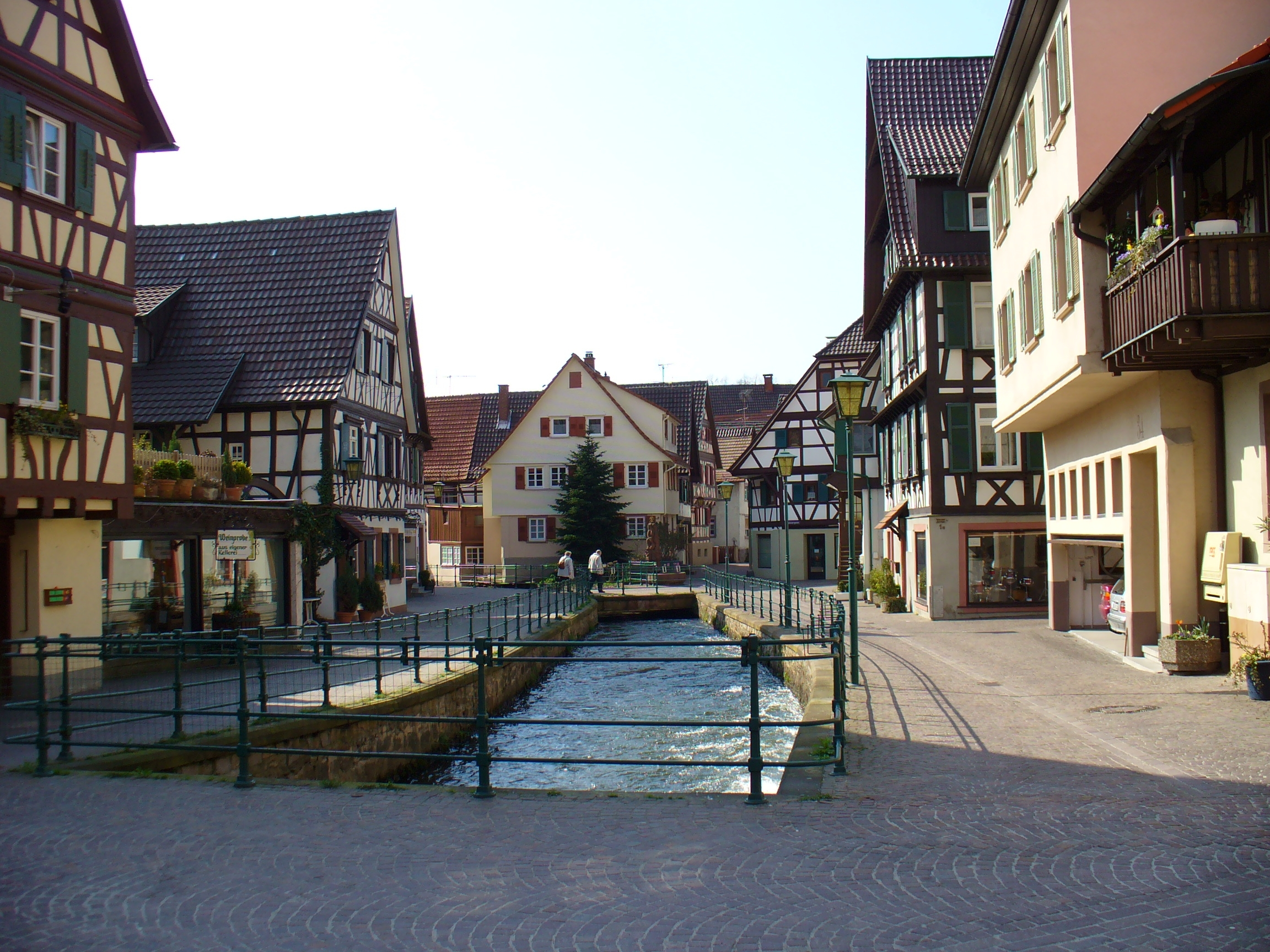
A Rench folyó Oberkirch óvárosában

A régi városházán található a Grimmelshausenmúzeum. Többek között információkat nyújt a város történelméről és Hans Jakob Christoffel von Grimmelshausen költő életéről aki "Simplicissimus" munkáját írta Oberkirchben.A városi galéria, amely szintén ott található, rendszeresen bemutatja a németországi és külföldi híres művészek munkáját.

### Építmények
Oberkirch legjelentősebb építménye a Schauenburgi vár romjai, amelyek a 11. századból származnak és 200 méterrel magasodnak a város fölé.A vár túlélte a harmincéves háborút is. A háború után az 1650 és 1660 között eltávolították a Schauenburg déli tornyát, és a köveket a völgybe szállították, hogy felépítsék a Gaisbacher-kastélyt.

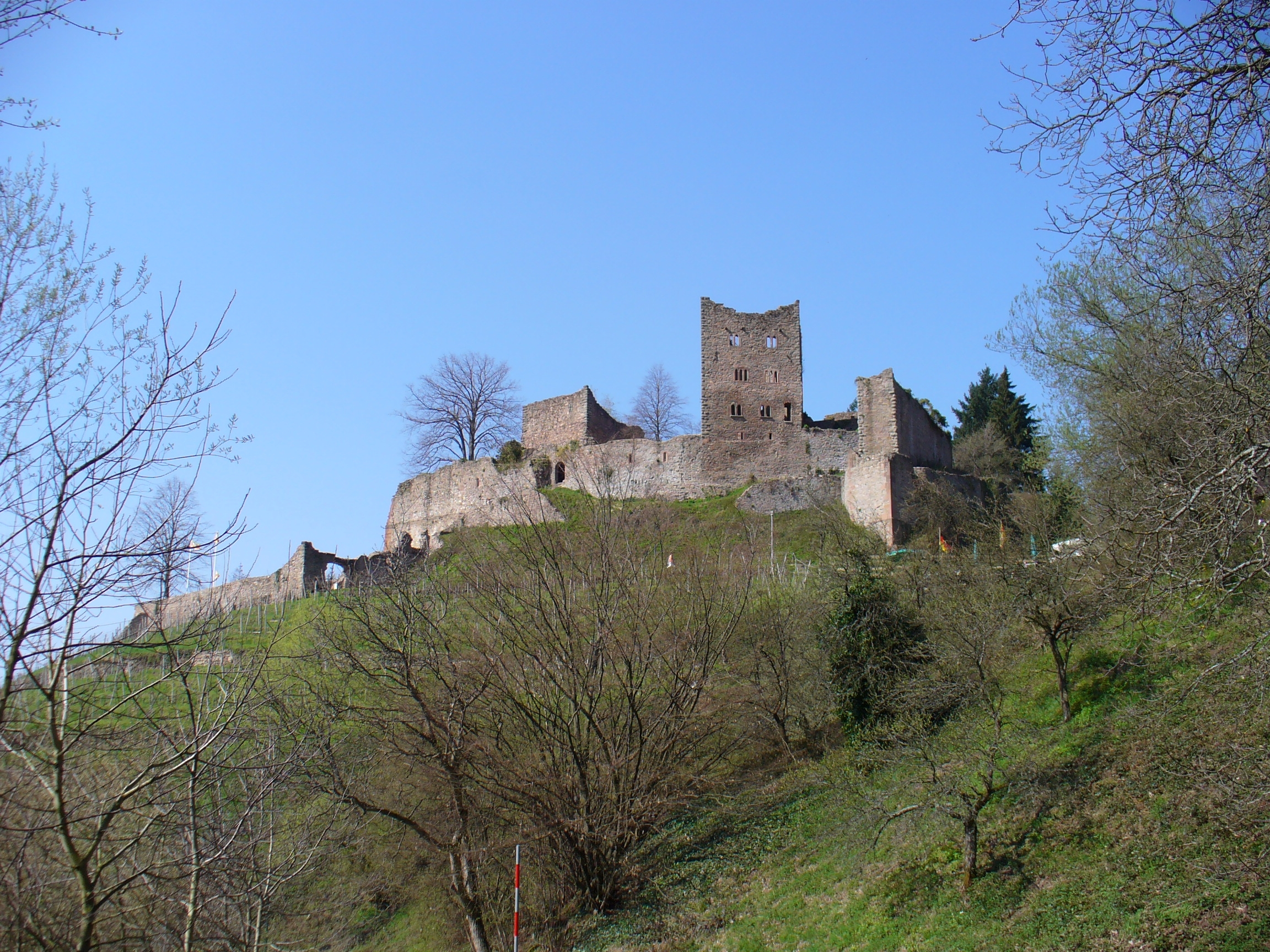
A Schauenburgi vár romjai.

Ezenkívül van még a Fürsteneck vár romjai. Ullenburg vár romja a Tiergarten kerületben található.
Az óvárosban még mindig vannak történelmi favázas házak és barokk épületek, valamint a régi városfal töredékei. A Szent Cyriak katolikus plébániatemplom és a vele szemben lévő 1863-ban épült neoromán stílusú templom. A protestáns városi templomot 1866-ban építették az egykori kapucinus-kolostor helyén, amelyet 1847-ben bontottak le.

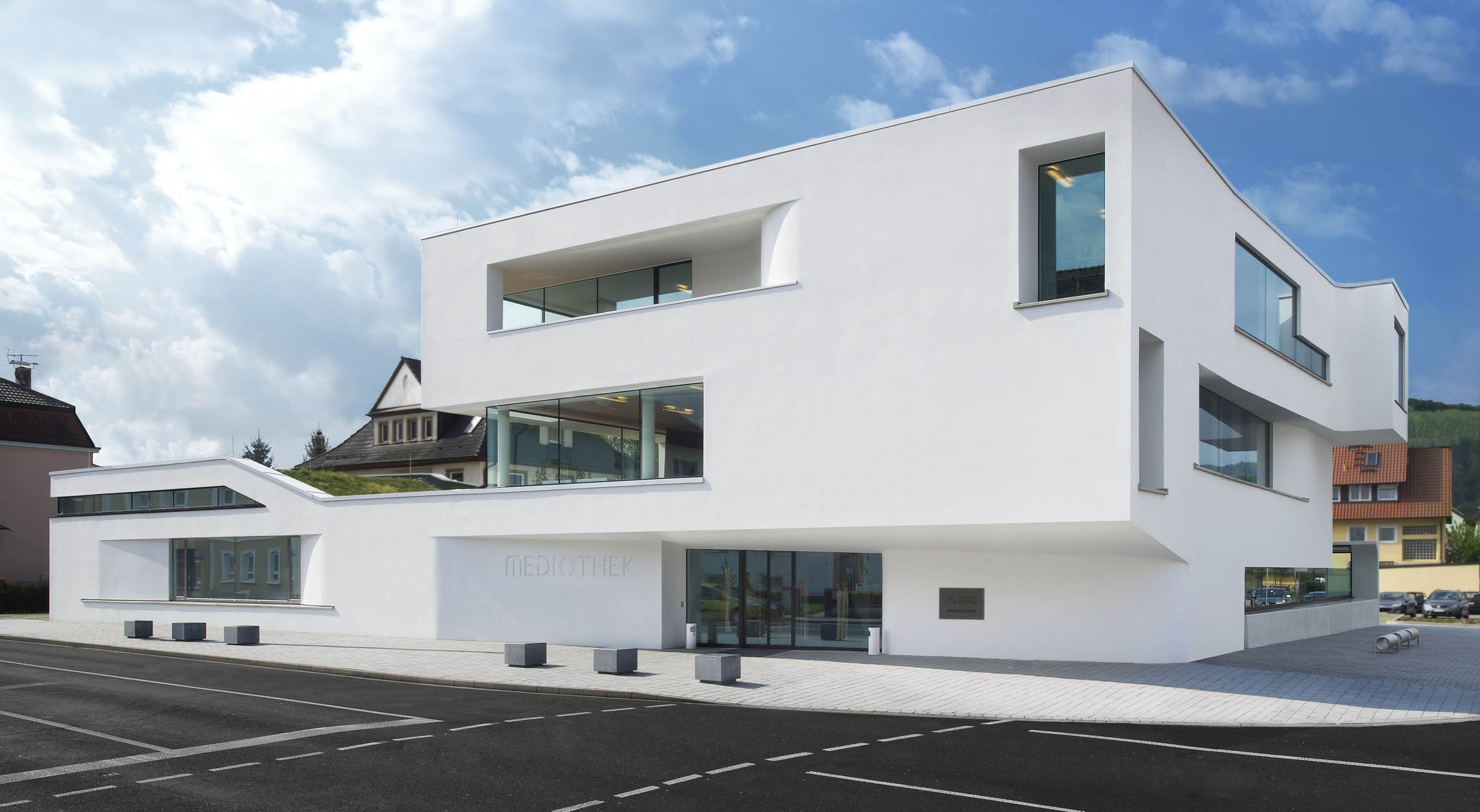
A médiathek épülete.

Vele szemben áll a 2010-ben megnyitott médiakönyvtár. Ez a szabadidős, oktatási és kulturális létesítmény lenyűgözi modern stílusával az embereket, emellett az építész szakemberek is elismerően nyilatkoztak az épületről.
A településen számos templom és kápolna található:
- A Wendelkápolna Bottenauban (1756-ból)
- A katolikus templom, melyet Szent Alajos tiszteletére építettek 1866-ban
- József-kápolna Hesselbachban
- Szent Márton katolikus templom
- Szent Szebasztián katolikus templom Nußbachban

## Sport
Az SV Oberkirch a helyi labdarúgóklub, amely elsősorban az 1960-as években Dél-Badenben elért sikereiről ismert. A felnőtt csapat ma az Offenburg kerületi bajnokságban játszik.
Egy másik sikeres sportklub a Schützenverein Oberkirch. A lövészklub az 1980-as évek óta országos, nemzetközi és dél-badeni szinten vesz részt különféle versenyeken és korcsoportokban. Számos tag volt a nemzeti csapat tagja, vagy országos címet nyert.

## Gazdaság és infrastruktúra
Az Oberkirch mezőgazdaságát a szőlőtermesztés és a gyümölcstermesztés jellemzi. Van emellett még papír- és textilipar, valamint gépipar. Oberkirch a központja August Koehler papírgyár és a gépjármű-beszállítónak a Progress-Werk Oberkirchnek.

### Bor- és pálinkakészítés
A szőlőtermesztők szövetkezetbe tömörültek a városban. A szőlőültetvények nagy részét az Oberkirchi borszövetkezet tagjai művelik. A Pinot Noir és a Rizling borok (amelyeket a régióban Klingelbergernek is neveznek) a leggyakoribb borfajták.
Majdnem 900 otthoni szeszfőzde és lepárló működik ma Oberkirchben.

### Bányászat (ma már nem működnek)
A Hans Grimmig tulajdonában lévő "Spatwerk Hesselbach" bánya amelyből 1949-ben 4030,5 tonna fluoritot és 252 t baritot nyers extrakcióját hozták a felszínre három akna és két vájat útján.

### Közlekedés

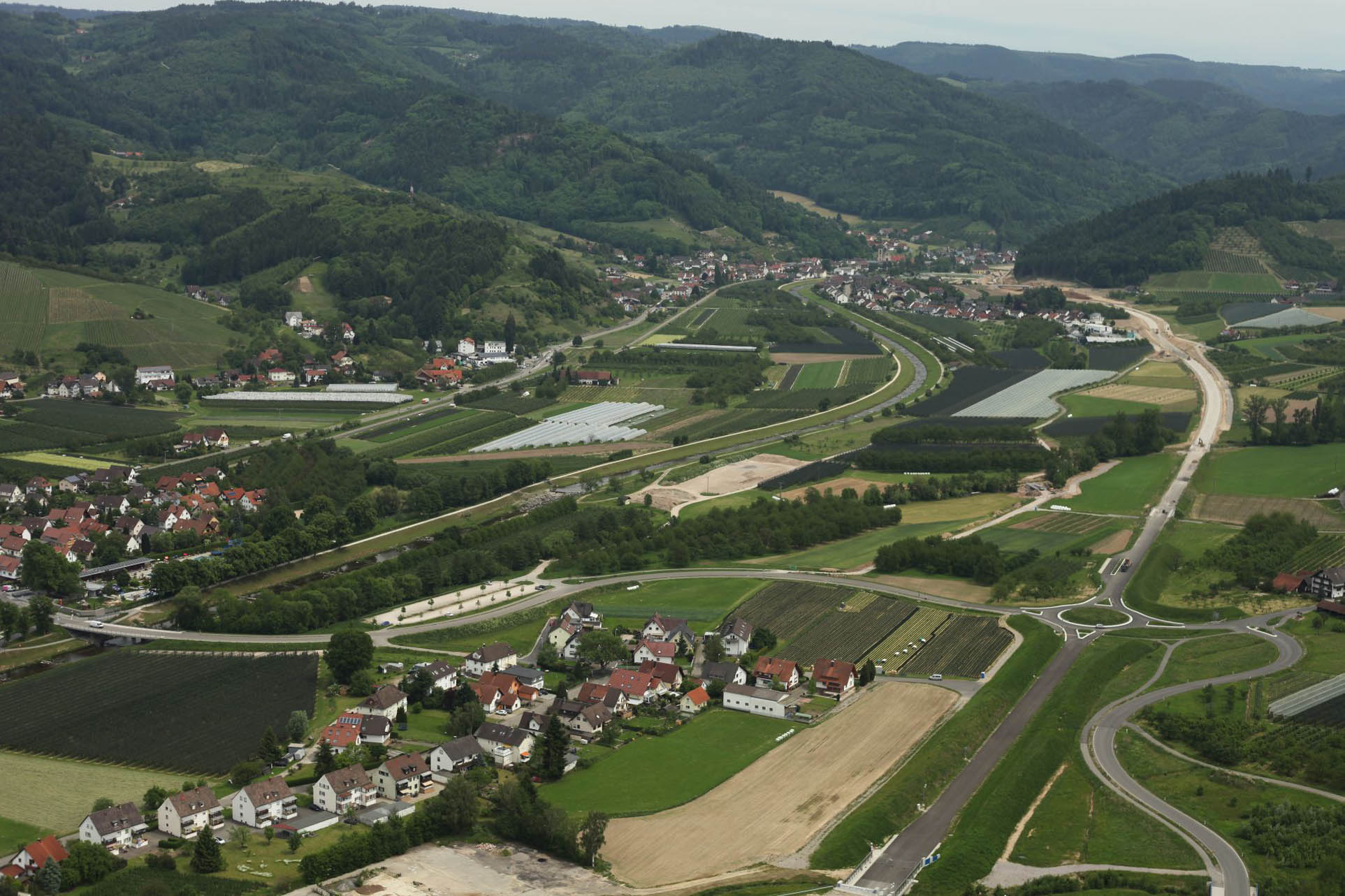
Az elkerülő út.

A város vonattal elérhető Offenburg és Appenweier vonalon. A városban több buszjárat is üzemel ez szolgálja ki a helyi tömegközlekedést. A buszvonalak 2005 óta működnek. Ez három tömegközlekedési fajta érhető el várost és annak környezetében.
A 28. szövetségi út megkerülése 2014 augusztusa óta mentesíti Oberkirch és Lautenbach forgalmát az átjáró forgalomtól. Hat kilométer hosszú úton keresztül az átmenő forgalom átjuthat a Renchtalon ,hogy a Strasbourg és Tübingen közötti fontos nyugat-keleti összekötő utat elérje. Oberkirch és Lautenbach átlépése nélkül. Az építkezés hét évig tartott . A 69 millió eurós projekt középpontjában a két alagút állt.

### Média
A Középbádeni újság Acher-Rench rovata napilapként számol be az Oberkirchben történt helyi eseményekről.

### Hivatalok
Oberkirch az Offenburgi Kerületi Bíróság és a Karlsruhe kerületi bírósághoz tartozó kerületi bíróság székhelye, valamint közjegyzőé. Az Ortenaui járás fióktelepet és járási kórházat működtet Oberkirchben, az Erdészeti Hivatal mellett.

### Oktatás
Oberkirchnek van egy középiskolája (Hans-Furler-Gimnázium), szakközépiskola (szakközépiskola Oberkirch), speciális iskola (Altstadtschule), főiskola (Augusztus-Ganther-főiskola) és több általános iskola.

## Fordítás
Ez a szócikk részben vagy egészben a Oberkirch című német Wikipédia-szócikk fordításán alapul. Az eredeti cikk szerkesztőit és forrásait annak laptörténete sorolja fel.